# تخته معابد

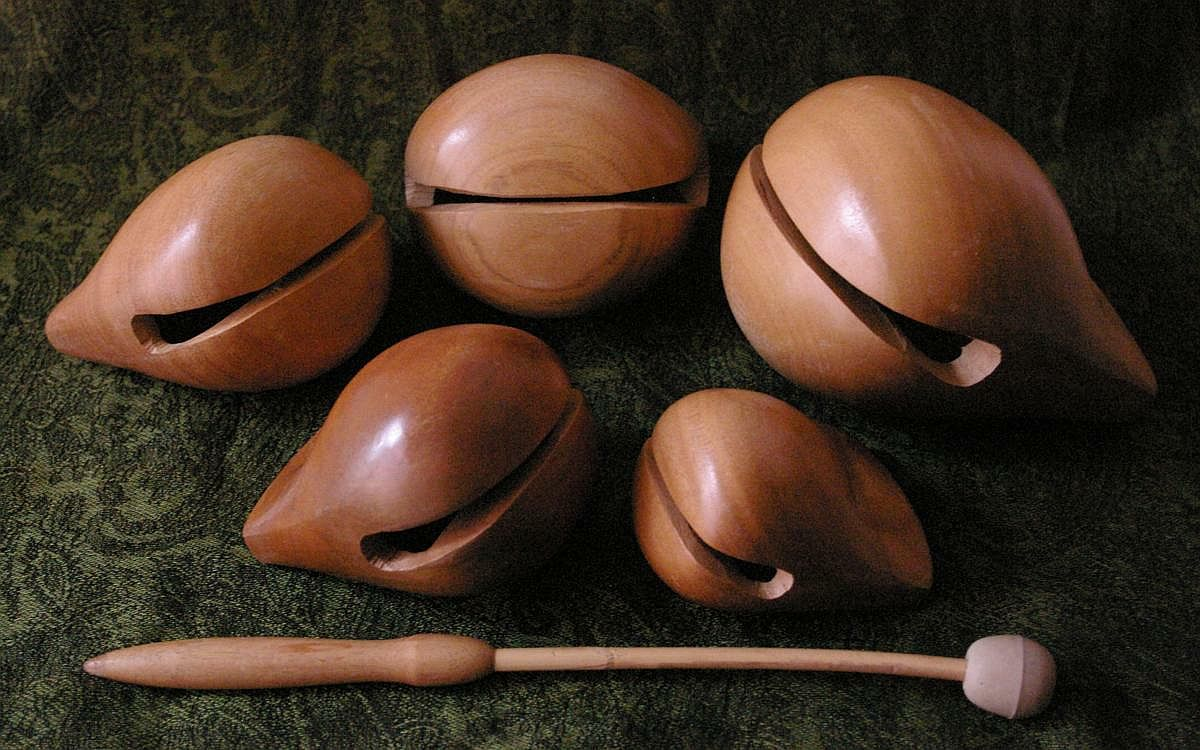
خوشگلن

تختهٔ معابد‌سازی به شکل جعبه‌ای چوبی و توخالی به صورت گُرده ماهی از خانوادهٔ طبلواره‌ها.
تخته معابدسازی کوبه‌ای است و خاستگاه آن چین، ژاپن و کره است. در آن کشورها از این ساز در آیین‌های دینی بهره می‌گیرند.